# Сніги (село)
Сніги́ — село в Золочівській громаді Богодухівського району Харківської області України. Населення становить 9 осіб.

## Географія
Село Сніги розміщене на лівому березі річки Уди, русло річки звивисте, утворює заболочені стариці, лимани й озера, вище за течією на відстані 3 км розташоване село Костянтинівка, нижче за течією за 2 км — селище Золочів. Поруч із селом проходить залізниця, найближча станція Світличний (1,5 км).

## Історія
12 червня 2020 року, розпорядженням Кабінету Міністрів України № 725-р «Про визначення адміністративних центрів та затвердження територій територіальних громад Харківської області», увійшло до складу Золочівської селищної громади.
19 липня 2020 року, в результаті адміністративно-територіальної реформи та ліквідації Золочівського району, село увійшло до складу Богодухівського району.